# Nealces
Nealces (Νεάλκης) fou un pintor grec que va florir a la meitat del segle III aC en temps d'Àrat de Sició.
Plutarc diu que quan Àrat estava destruint les pintures dels tirans, la d'Aristrat, que el representava dalt d'un carro acompanyat per la deessa Nike pintada per Melant de Sició, va ser salvada per Nealces que va pintar al damunt de la figura una palmera, però va deixar visibles els peus, que encara es poden veure ara. Plini el Vell esmenta de Nealces una pintura de Venus i una d'una batalla entre egipcis i perses, en termes molt elogiosos.
La seva filla Anaxandra, que va actuar cap el volts de l'any 228 aC., va ser també pintora.